# Зоре-Арманда, Мира
Мира Зоре-Арманда (Mira Zore-Armanda) (06.01.1930-08.04.2012) — югославский и хорватский океанограф, директор Института океанографии и рыболовства (1976—1978).
Родилась в Загребе, девичья фамилия Зоре.
В 1952 году окончила Загребский университет по специальности геофизика. В Парижском университете в 1963 защитила докторскую диссертацию, посвящённую течениям Адриатического моря (научный руководитель Анри Лакомб).
С 1952 года до выхода на пенсию в 1989 году работала в Институте океанографии и рыболовства (г. Сплит), в 1976—1978 гг. директор института.
Автор около 150 научных работ. Научные интересы:
- течения Адриатического моря;
- прибрежные воды Истрии;
- изменения климата и их причины;
- солёность и рыбная продуктивность Адриатического моря;
- морская метеорология.

Преподавала океанографию в Загребском университете, профессор.
Вице-президент Комитета физической океанографии Международного союза геодезии и геофизики.
Главный редактор академического журнала Acta Adriatica.
Муж — Игорь Арманда, химик.
Овдовев, Мира Зоре-Арманда жила в Опатии у сестры.
Умерла 8 апреля 2012 года в возрасте 82 лет.
Сочинения:
- Water Masses of the Adriatic Sea. Office of Naval Intelligence, Translation Section, 1966 — Всего страниц: 88.
- Miljenko Buljan, Mira Zore-Armanda. Introduction to Oceanography and Marine Meteorology. U.S. Department of Commerce, National Oceanic and Atmospheric Administration, 1975 — Marine meteorology — 460 pages.